# Société nationale de constructions aéronautiques du Nord
La Société nationale de constructions aéronautiques du Nord (SNCAN) era una azienda aeronautica francese costituita in seguito alla nazionalizzazione delle aziende del settore bellico a seguito della legge emessa l'11 agosto 1936.
La SNCAN ha raggruppato la Potez di Méaulte, Chantiers Aéro-Maritimes de la Seine (CAMS) di Sartrouville, ANF Les Mureaux a Mureaux, Amiot di Caudebec-en-Caux e Bréguet di Havre.
Successivamente nel periodo postbellico assorbì la Société nationale de constructions aéronautiques du Centre (SNCAC) nel giugno 1949 assumendo la definitiva denominazione Nord Aviation dopo l'assorbimento della  Société française d'étude et de construction de matériels aéronautiques spéciaux (SFECMAS) fondata il 1º ottobre 1954.

## Produzione
(lista parziale)
- Nord 1000 Pingouin (1945), monomotore derivato dal Messerschmitt Bf 108
- Nord 1101 Noralpha (1946), monomotore quadriposto (200 esemplari)
- Nord 1201 Norécrin I
- Nord 1204 Norécrin (1953), monomotore da turismo
- Nord 2501 Noratlas (1949), bimotore da trasporto tattico

## Prototipi
- SUC.10 Courlis (1946), monomotore da turismo dall'aspetto rivoluzionario dotato di una soluzione a propulsione spingente il cui sviluppo verrà abbandonato in seguito ad un incidente di volo durante il meeting di Villacoublay nel 1947, causando la morte del suo pilota collaudatore Alfred Testot-Ferry.
- Nord N.1750 Norelfe, elicottero sperimentale del 1954.